# Girolamo Prigione
Girolamo Prigione (Castellazzo Bormida, 12 ottobre 1921 – Alessandria, 27 maggio 2016) è stato un arcivescovo cattolico italiano.

## Biografia
Girolamo Prigione nacque a Castellazzo Bormida il 12 ottobre 1921.

### Formazione e ministero sacerdotale
Il 18 maggio 1944 fu ordinato presbitero per la diocesi di Alessandria. Poco dopo venne nominato vicario parrocchiale di Castelceriolo.
In seguito venne inviato a Roma per proseguire gli studi presso la Pontificia Università Lateranense dove si laureò in filosofia e poi in diritto canonico. In seguito entrò nella Pontificia accademia ecclesiastica, l'istituto che forma i diplomatici della Santa Sede. Nel frattempo conseguì anche la laurea in lettere presso l'Università degli Studi di Roma "La Sapienza". Nel 1951 venne nominato primo segretario della nunziatura in Italia. Operò sotto i futuri cardinali Francesco Borgongini Duca e Giuseppe Fietta. Servì con lo stesso incarico dal 1957 al 1960 nella delegazione apostolica in Gran Bretagna, allora guidata da monsignor Gerald Patrick Aloysius O'Hara, e dal 1960 al 1963 nella delegazione apostolica negli Stati Uniti, guidata dal futuro cardinale Luigi Raimondi. In seguito venne trasferito nella nunziatura di Vienna e operò anche in qualità di rappresentante della Santa Sede presso l'Agenzia internazionale per l'energia atomica e presso le varie istituzioni internazionali con sede nella città.

### Ministero episcopale
Il 27 agosto 1968 papa Paolo VI lo nominò arcivescovo titolare di Lauriaco e nunzio apostolico in Guatemala ed El Salvador. Ricevette l'ordinazione episcopale il 24 novembre successivo nella chiesa di santa Maria in Castellazzo Bormida (AL) dal cardinale Amleto Giovanni Cicognani, segretario di Stato di Sua Santità, coconsancranti l'arcivescovo Giovanni Benelli, sostituto per gli affari generali della Segreteria di Stato, e il vescovo di Alessandria Giuseppe Almici. Il 21 giugno 1970 ordinò il vescovo Óscar Romero, dopo averlo lui stesso suggerito come ausiliare di San Salvador.
Il 2 ottobre 1973 venne nominato delegato apostolico in Ghana e Nigeria. Nel 1975 venne nominato anche nunzio apostolico in Gambia e Sierra Leone. Il 28 aprile 1976, con lo stabilimento delle relazioni diplomatiche con la Nigeria, divenne pro-nunzio apostolico in quel paese.
Il 7 febbraio 1978 venne nominato delegato apostolico in Messico. La situazione del paese era molto particolare: pur essendo la maggior parte della popolazione cattolica e praticante aveva una rigorosa Costituzione anticlericale e non aveva rapporti diplomatici con la Santa Sede. Il suo lungo mandato, durato diciannove anni, molto insolito per un rappresentante diplomatico della Santa Sede, vide il restauro delle relazioni diplomatiche con il Vaticano e importanti cambiamenti nella Costituzione messicana del 1917, nella quale furono aboliti gli articoli anticlericali. Il suo lungo soggiorno, tuttavia, generò qualche polemica tra la gerarchia e i laici. Fu un avversario della teologia della liberazione e riaffermò il primato papale sulla Chiesa in Messico. Dopo che l'arcivescovo di Chihuahua Adalberto Almeida y Merino il 20 luglio 1986 chiuse tutte le chiese della sua arcidiocesi per protestare contro i brogli elettorali nelle elezioni politiche, monsignor Prigione intervenne per far ritirare il provvedimento. L'arcivescovo cedette dopo che il cardinale Agostino Casaroli espresse riserve sulla legittimità canonica del provvedimento. Questa vicenda non mancò di suscitare polemiche, perché l'arcivescovo aveva il sostegno di molti fedeli della sua arcidiocesi.
Monsignor Prigione inoltre si sarebbe incontrato con i fratelli Arellano Félix che guidavano l'organizzazione criminale del cartello di Tijuana. L'assassinio del cardinale Juan Jesús Posadas Ocampo, avvenuto all'Aeroporto Internazionale di Guadalajara il 24 maggio 1993, vide coinvolto lo stesso monsignor Prigione. Tra i principali sospettati dell'omicidio vi erano i fratelli Arellano. Si scoprì in seguito che i mandanti dell'omicidio erano in realtà Juan Francisco Murillo Díaz detto "El Güero Jaibo" e Édgar Nicolás Villegas detto "El Negro", altri membri di spicco del cartello di Tijuana. Essi ordinarono l'omicidio del cardinale per la sua inesausta lotta contro il narcotraffico. Nel frattempo sia i religiosi protestanti che quelli cattolici chiesero pubblicamente l'espulsione di monsignor Prigione dal Messico. Anche il cardinale Ernesto Corripio y Ahumada, in una lettera indirizzata a papa Giovanni Paolo II il 15 dicembre 1993, denunciò il nunzio come un uomo di "atteggiamenti arroganti e compromesso con i gruppi di potere e denaro". Fu anche accusato di aver coperto le malefatte del fondatore dei Legionari di Cristo, padre Marcial Maciel Degollado.
Il 2 aprile 1997 papa Giovanni Paolo II accettò la sua rinuncia all'incarico per raggiunti limiti di età. Trascorse gli ultimi anni nella sua Castellazzo Bormida e fin quasi alla fine fu attivo nelle attività della diocesi locale e prontamente accessibile con i giornalisti. Fu anche consultore della Pontificia commissione per l'America Latina e membro della Congregazione per l'evangelizzazione dei popoli e del Pontificio consiglio della giustizia e della pace. Il 3 marzo 2015 venne ricevuto in udienza da papa Francesco. Fu membro onorario della Fraternità cattolica KAV Wien-Danubia Korneuburg.
Morì presso la residenza per anziani "Orchidea" in via Don Giovanni Rizzanti ad Alessandria, dove si era ritirato negli ultimi mesi, la notte del 27 maggio 2016. La notizia della sua morte passò quasi inosservata in Italia ma attirò l'attenzione dei media di tutto il Messico. Le esequie si tennero il 30 maggio nella chiesa parrocchiale di Santa Maria della Corte a Castellazzo Bormida: la concelebrazione eucaristica fu presieduta dal vescovo di Alessandria Guido Gallese, mentre il rito delle esequie fu presieduto dall'arcivescovo Francesco Canalini, nunzio apostolico, inviato dalla Segreteria di Stato. È sepolto nel cimitero cittadino.

## Genealogia episcopale e successione apostolica
La genealogia episcopale è:
- Cardinale Scipione Rebiba
- Cardinale Giulio Antonio Santori
- Cardinale Girolamo Bernerio, O.P.
- Arcivescovo Galeazzo Sanvitale
- Cardinale Ludovico Ludovisi
- Cardinale Luigi Caetani
- Cardinale Ulderico Carpegna
- Cardinale Paluzzo Paluzzi Altieri degli Albertoni
- Papa Benedetto XIII
- Papa Benedetto XIV
- Papa Clemente XIII
- Cardinale Marcantonio Colonna
- Cardinale Giacinto Sigismondo Gerdil, B.
- Cardinale Giulio Maria della Somaglia
- Cardinale Carlo Odescalchi, S.I.
- Cardinale Costantino Patrizi Naro
- Cardinale Lucido Maria Parocchi
- Papa Pio X
- Cardinale Gaetano De Lai
- Cardinale Raffaele Carlo Rossi, O.C.D.
- Cardinale Amleto Giovanni Cicognani
- Arcivescovo Girolamo Prigione

La successione apostolica è:
- Arcivescovo Oscar Arnulfo Romero y Galdamez (1970)
- Arcivescovo Victor Hugo Martínez Contreras (1971)
- Vescovo José Julio Aguilar García (1971)
- Cardinale Rodolfo Quezada Toruño (1972)
- Vescovo Marco René Revelo Contreras (1973)
- Vescovo Francis Folorunsho Clement Alonge (1974)
- Vescovo Michael Nnachi Okoro (1977)
- Arcivescovo Albert Kanene Obiefuna (1978)
- Vescovo Michael Ugwu Eneja (1978)
- Vescovo Luis Reynoso Cervantes (1978)
- Vescovo José de Jesús Castillo Rentería, M.N.M. (1979)
- Vescovo Juvencio González Alvarez (1980)
- Vescovo José Lizares Estrada (1980)
- Vescovo Alfonso Humberto Robles Cota (1981)
- Vescovo Miguel Patiño Velázquez, M.S.F. (1981)
- Vescovo José de Jesús Aguilera Rodriguez (1982)
- Vescovo Manuel Mireles Vaquera (1982)
- Vescovo José María Hernández González (1983)
- Vescovo Jesús Humberto Velázquez Garay (1983)
- Arcivescovo Emilio Carlos Berlie Belaunzarán (1983)
- Vescovo Mario de Gasperín Gasperín (1983)
- Vescovo Luis Miguel Cantón Marín (1984)
- Arcivescovo José Ulises Macías Salcedo (1984)
- Cardinale Alberto Suárez Inda (1985)
- Vescovo Raymundo López Mateos, O.F.M. (1986)
- Arcivescovo José Trinidad Medel Pérez (1986)
- Vescovo Ramón Calderón Batres (1988)
- Vescovo Vicente García Bernal (1988)
- Vescovo Carlos Suárez Cázares (1988)
- Vescovo Renato Ascencio León (1988)
- Vescovo Benjamín Jiménez Hernández (1989)
- Vescovo Luis Gabriel Cuara Méndez (1989)
- Vescovo Braulio Rafael León Villegas (1990)
- Vescovo José Antonio Pérez Sánchez, O.F.M. (1990)
- Vescovo Efrén Ramos Salazar (1990)
- Cardinale Felipe Arizmendi Esquivel (1991)
- Vescovo Lázaro Pérez Jiménez (1991)
- Vescovo Francisco Javier Chavolla Ramos (1991)
- Vescovo Felipe Padilla Cardona (1992)
- Vescovo Alejo Zavala Castro (1992)
- Vescovo Florencio Olvera Ochoa (1992)
- Vescovo Salvador Flores Huerta (1993)
- Vescovo José Luis Dibildox Martínez (1994)
- Vescovo Octavio Villegas Aguilar (1994)
- Vescovo Salvador Martínez Pérez (1994)
- Vescovo José Guadalupe Galván Galindo (1994)
- Vescovo José Luis Amezcua Melgoza (1995)
- Vescovo Onésimo Cepeda Silva (1995)
- Vescovo Antonio González Sánchez (1995)
- Vescovo Juan Guillermo López Soto (1995)
- Arcivescovo Rafael Romo Muñoz (1996)
- Arcivescovo Rogelio Cabrera López (1996)
- Arcivescovo Carlos Garfias Merlos (1996)